# Blue Wing Airlines
Blue Wing Airlines – surinamska linia lotnicza z siedzibą w Paramaribo.